# Hlavatce (České Budějovice-i járás)
Hlavatce település Csehországban, a České Budějovice-i járásban. Hlavatce Mahouš, Olšovice és Sedlec településekkel határos. Lakosainak száma 147 fő (2024. január 1.).

## Népesség
A település lakosságának változását az alábbi diagram mutatja:
| Lakosok száma | 258  | 254  | 281  | 170  | 138  | 137  | 155  | 154  | 147  | 147  |
|               | 1869 | 1890 | 1921 | 1950 | 1980 | 2001 | 2017 | 2019 | 2022 | 2024 |